# Robert Pecl
Pour les articles homonymes, voir Pecl.
Robert Pecl, né le 15 novembre 1965, est un footballeur autrichien, qui évoluait au poste de défenseur au Rapid Vienne et en équipe d'Autriche.
Pecl a marqué un but lors de ses trente-et-une sélections avec l'équipe d'Autriche entre 1987 et 1993.

## Carrière
- 1986-1995 : Rapid Vienne

## Palmarès

### En équipe nationale
- 31 sélections et 1 but avec l'équipe d'Autriche entre 1987 et 1993.

### Avec le Rapid Vienne
- Vainqueur du Championnat d'Autriche de football en 1987 et 1988.
- Vainqueur de la Coupe d'Autriche de football en 1987 et 1995.
- Vainqueur de la Supercoupe d'Autriche en 1987 et 1988.